# 我控诉 (电影)
《我控诉》（法語：J'accuse）是2019年法国和意大利合拍的历史剧情片，由罗曼·波兰斯基执导，波兰斯基和罗伯特·哈里斯编剧，改编自哈里斯2013年小说《军官与间谍》，讲述了历史上著名的德雷福斯事件。影片于2019年8月30日在第76屆威尼斯影展上首映，并获得評審團大獎。

## 主要剧情
影片聚焦19世纪著名的德雷福斯事件。让·杜雅尔丹饰演法国军官乔治·皮卡尔。1895年，皮卡尔被委任军方情报部门总长后，他发现了一批诬陷法军总参谋部少数犹太人之一阿尔弗雷德·德雷福斯向德意志帝国泄露军方机密的伪造证据。皮卡尔赌上自己的职业生涯和性命，历经十年揭露真相，冒险从恐怖的魔鬼岛监狱中释放被冤枉的德雷福斯。

## 演员阵容
- 让·杜雅尔丹 饰 乔治·皮卡尔
- 路易·卡黑 饰 阿尔弗雷德·德雷福斯
- 艾曼纽·塞涅 饰 宝琳·莫尼尔（Pauline Monnier）
- 馬修·亞瑪希 饰 阿方斯·贝蒂荣
- 梅尔维尔·波波（英语：Melvil Poupaud） 饰 费尔南德·拉伯比（英语：Fernand Labori）
- 埃里克·鲁夫（Eric Ruf）饰 让·桑德尔（英语：Jean Sandherr）
- 洛朗·斯托克（英语：Laurent Stocker） 饰 乔治-加布里埃尔·德·佩利乌（英语：Georges-Gabriel de Pellieux）
- 米歇尔·维勒莫兹（英语：Michel Vuillermoz） 饰 阿曼德·杜·帕蒂·德·克拉姆（英语：Armand du Paty de Clam）
- 丹尼斯·波达利德（英语：Denis Podalydès） 饰 埃德加·德曼（英语：Edgar Demange）
- 弗拉基米尔·约丹诺夫（英语：Wladimir Yordanoff） 饰 奥古斯特·梅西耶（英语：Auguste Mercier）
- 迪迪埃·桑德（英语：Didier Sandre） 饰 拉乌尔·勒·穆顿·德·博伊斯德弗（英语：Raoul Le Mouton de Boisdeffre）
- 格雷戈里·加德博瓦（英语：Grégory Gadebois） 饰 赫伯特·约瑟夫·亨利（英语：Hubert-Joseph Henry）
- 文森特·格拉斯（英语：Vincent Grass） 饰 让-巴蒂斯特·比洛（英语：Jean-Baptiste Billot）
- 埃尔维·皮埃尔（英语：Hervé Pierre） 饰 查尔斯·阿瑟·贡塞（英语：Charles-Arthur Gonse）

## 制作设计
羅伯特·哈里斯受好友波兰斯基长期以来对德雷福斯事件的启发，创作了小说《军官与间谍》，之后又根据小说创作了题为《D》的剧本，而波兰斯基于2012年宣布担任该片导演。
该片标志着哈里斯第三次携手波兰斯基。此前哈里斯和波兰斯基共同创作同样改编自哈里斯小说《獵殺幽靈寫手》的电影《影子滅殺令》的剧本。之后，两人又在2007年合作改编哈里斯小说《庞贝》，但由于影片开拍前临近演员大罢工，计划无疾而终。
尽管故事发生在巴黎，出于经济考量，该片的拍摄最初计划于2014年在波兰华沙进行。但后来美国向波兰发出引渡文件，拍摄计划最终无疾而终，而当时法国政府出台新的电影税抵免政策，影片拍摄工作得以移师到巴黎。
该片制片预算6000万欧元，于2016年7月开始拍摄，但之后波兰斯基觉得等待合适演员的出现，拍摄一再延迟。
影片于2018年11月26日开拍，2019年4月28日杀青。影片由传奇影业的阿兰·戈曼制片，高蒙电影公司发行。

## 影片发行
2019年8月30日，影片于第76屆威尼斯影展上举行全球首映礼，获得评审团大奖。评审团主席露柯希亞·馬泰表示：“我不会把这个男人和艺术分开，我认为这部作品的重要方面体现在了这个男人身上......一个人发现了这么重的罪，然后被判刑，受害者她自己也对赔偿感到满意，这对我来说很难判断......我们很难去定义什么才是对待和判断一个曾犯下某些罪行的人的正确方法。我认为这些问题是我们这个时代需要去辩论的。”马泰表示她不会出席晚宴，表达对影片的支持。波兰斯基的制片人扬言要从电影节片单撤出该片。后来，马泰澄清了自己的言论：“根据今天记者会后的一些报道，我认为我的言论被人深深的误会了。由于我不会区别对待作品和作者，也认可波兰斯基之前作品的人文情怀，我不反对这部影片参与竞赛单元。我对影片没有任何偏见，我会看这部电影，就像其他竞赛片一样。如果我有任何的偏见，我会辞任评审团主席。”电影节总监阿尔伯托·巴贝拉（Alberto Barbera）此前为这部电影辩护：“我们来这里是看艺术作品的，不是来评判作品背后的人。我希望我们可以只讨论影片的质量，而不评判波兰斯基和洛杉矶县的案子。”
影片于2019年11月13日在法国上映，11月21日登陆意大利。美国发行公司拒绝参加戛纳电影节的买家展演。路边风景电影公司负责任霍华德·科恩（Howard Cohen）表示：“我想我们会考虑展演，不过我甚至无法确定自己的感受。大家已经发行过他的电影很多年了。现在，我们有充分的理由用另一副眼睛去看待这部作品。我们必须扪心自问，这样做对不对。这是说要发行这部电影吗？但在我看来，这并非一个已解决的问题。”

## 社会评价
影片于汇总媒体烂番茄获得25条评论、新鲜度72%，平均分6.78/10 。Metacritic的评论9条，平均分56/100，表示“褒贬不一”。影片在威尼斯的首映获得热烈的掌声，但影评人的评价普遍有赞有弹。《标准晚报》的大卫·塞克斯顿（David Sexton）给出4/5星评价，表示：“这绝对是历史电影教学样板中的大师级作品。”
由于波兰斯基表示片中情节跟自己的性侵案有相似之处，有借影片为自己开脱的嫌疑，影片遭到排斥，以至于波兰斯基在第45届凯撒奖上凭借该片获得最佳导演时，部分在场的观众退场抗议。